# Hersham and Walton Motors
Hersham and Walton Motors, eller HWM, var en brittisk formelbiltillverkare med ett formel 1-stall som tävlade mellan 1951 och 1954. Företaget är idag återförsäljare för Aston Martin och Alfa Romeo.

## Historik
HWM:s ägare George Abecassis och John Heath började tävla i bilsport 1946. 1948 byggde de en egen tävlingsbil, baserad på Alta. Mellan 1950 och 1953 tävlade HWM med eget stall i formel 2 och mellan 1951 och 1954 körde stallet även formel 1. 
Stallets bilar var inte konkurrenskraftiga i F1 och HWM gick istället över till sportvagnsracing. Sedan John Heath förolyckats i Mille Miglia 1956 avvecklade HWM sin tävlingssatsning.

## F1-säsonger
| Säsong | Tävlingsnamn  | Bil    | Motor    | Poäng | Förare 1         | Förare 2      | Övriga förare                                                 |
| ------ | ------------- | ------ | -------- | ----- | ---------------- | ------------- | ------------------------------------------------------------- |
| 1951   | HW Motors Ltd | HWM 51 | Alta 1.5 | 0     | George Abecassis | Stirling Moss |                                                               |
| 1952   | HW Motors Ltd | HWM 52 | Alta 2.0 | 0     | Lance Macklin    | Peter Collins | Duncan Hamilton Paul Frère George Abecassis Stirling Moss     |
| 1953   | HW Motors Ltd | HWM 53 | Alta 2.0 | 0     | Lance Macklin    | Peter Collins | Duncan Hamilton Paul Frère Yves Giraud-Cabantous Jack Fairman |
| 1954   | HW Motors Ltd | HWM 53 | Alta 2.5 | 0     | Lance Macklin    |               |                                                               |

## Andra stall
| Stall         | Säsong | Konstruktör | Antal lopp |
| ------------- | ------ | ----------- | ---------- |
| Tony Gaze     | 1952   | HWM-Alta    | 4          |
| E N Whiteaway | 1955   | HWM-Alta    | 1          |